# Malédiction du sang

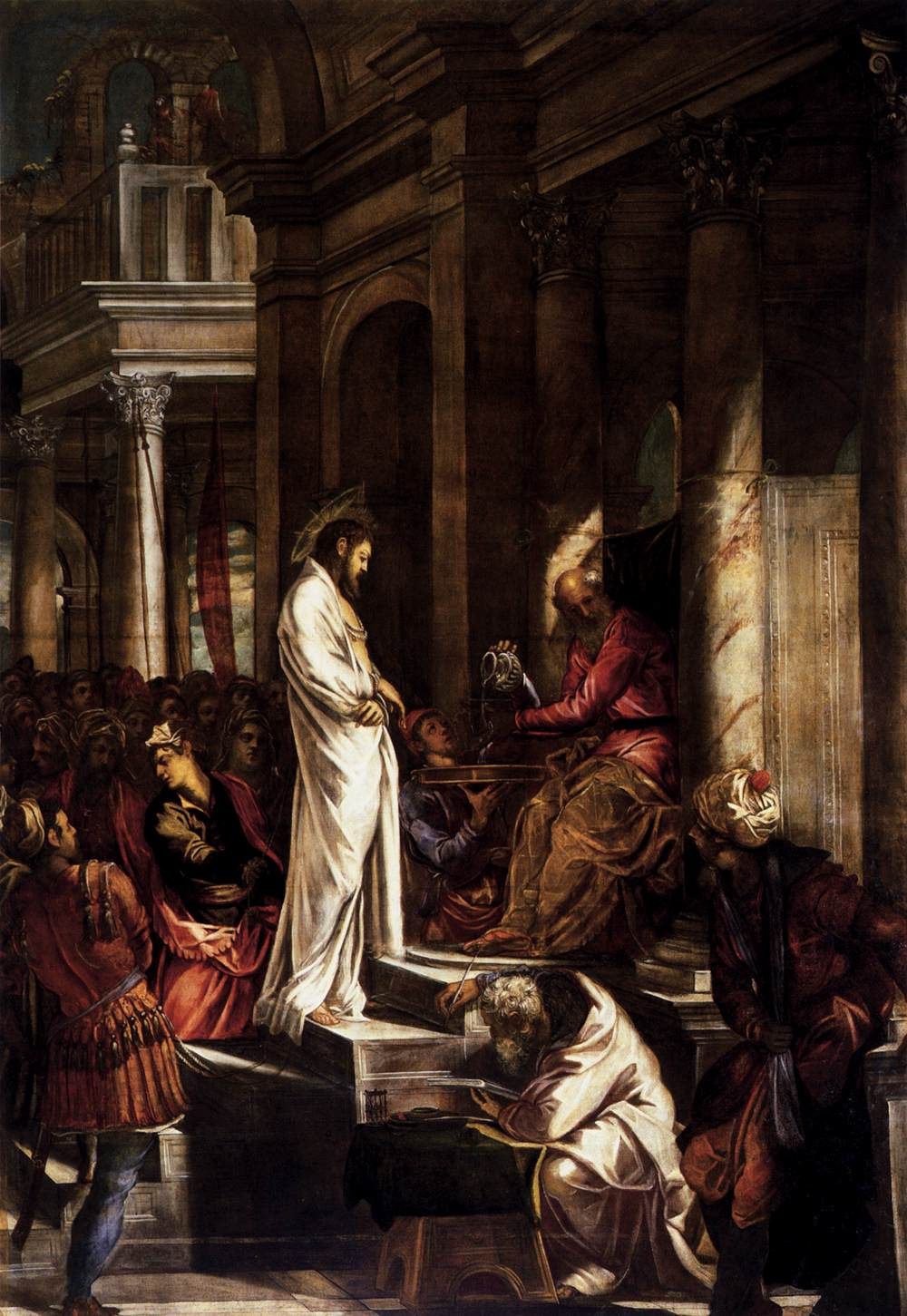
Ponce Pilate se lavant les mains, par Le Tintoret (1566-1567), Scuola Grande de San Rocco, Venise.

La malédiction du sang est la phrase que la foule aurait prononcée lors du procès de Jésus devant Ponce  Pilate, dans l’Évangile selon Matthieu (Mt 27:25). Le préfet romain, s’étant lavé les mains à l’idée d’exécuter un « juste », interroge la foule, qui exige alors la condamnation de Jésus au cri de : « Que son sang retombe sur nous et sur nos enfants ! » En grec : « Τὸ αἷμα αὐτοῦ ἐφ’ ἡμᾶς καὶ ἐπὶ τὰ τέκνα ἡμῶν », littéralement « Son sang sur nous et sur nos enfants. »
Cette péricope, qui ne figure dans aucun autre passage du Nouveau Testament, appartient au Sondergut matthéen. La longueur de cette phrase, dix mots, est inversement proportionnelle à ses conséquences. Pendant des siècles, en effet, elle a servi de fondement scripturaire au mythe du peuple déicide et à l’antisémitisme chrétien.

## Texte biblique
« Pilate, voyant qu’il ne gagnait rien, mais que le tumulte augmentait, prit de l’eau, se lava les mains en présence de la foule, et dit : Je suis innocent du sang de ce juste. Cela vous regarde. Et tout le peuple répondit : Que son sang retombe sur nous et sur nos enfants  ! »

## Historicité
Le procès de Jésus devant le Sanhédrin, l’épisode de Barabbas et le rôle de Ponce Pilate tels que les décrivent les Évangiles canoniques  posent de multiples questions à la recherche contemporaine, qui en conteste l’historicité notamment à propos de la responsabilité exacte de Pilate dans la crucifixion de Jésus. Le récit néotestamentaire tend à en exonérer le préfet romain, contrairement à toute vraisemblance,, avec pour résultat d’en accuser les Juifs. 
La phrase d’auto-incrimination propre à l’Évangile selon Matthieu renforce leur culpabilité collective avec cette « déclaration du peuple assumant pleinement la responsabilité de cet acte » : « un point de non-retour est désormais atteint ». Pour Ulrich Luz, l’évangéliste dénote par là même une intention polémique d’une grande virulence à l’encontre de l’ensemble des Juifs,, alors que cet ajout  constitue à ses yeux, ni plus ni moins, une « fiction rédactionnelle » inventée par l’auteur de l’évangile matthéen.
Cette formule est une bénédiction venant de l'Exode :
Ex 24.8 Moïse prit le sang, et il le répandit sur le peuple, en disant : Voici le sang de l'alliance que l'Eternel a faite avec vous selon toutes ces paroles.
Et dans Matthieu, le peuple répond : Que son sang soit sur nous.